# Richard Payne Knight

Richard Payne Knight

Richard Payne Knight (15 de febrero de 1750 – 23 de abril de 1824) fue un político y escritor británico, uno de los creadores del concepto estético de lo pintoresco, junto a William Gilpin y Uvedale Price. Fue miembro del Parlamento británico por Leominster (1780–1784) y Ludlow (1784–1800 y 1801-1806).
Hijo del reverendo Thomas Knight, fue educado en casa, pero recorrió Italia y el continente europeo desde 1767, por varios años. Fue un coleccionista de bronces antiguos y monedas, y autor de numerosos libros y artículos sobre la escultura antigua, monedas y otros artefactos. Miembro de la Society of Dilettanti, Knight fue ampliamente considerado como un árbitro del buen gusto. Legó su colección de bronces, monedas, piedras grabadas, mármoles, y dibujos al Museo Británico.
Su primer libro, El culto a Príapo, trató de recuperar la importancia de antiguos cultos fálicos, lo que lo enemistó con la Iglesia y los sectores más conservadores. Su principal obra fue Una investigación analítica sobre los principios del gusto (An Analytical Enquiry into the Principles of Taste, 1805), donde busca explicar la experiencia de "sabor" dentro de la mente y aclarar la teorización del concepto de lo pintoresco, a raíz de los escritos de Gilpin y Price sobre el tema. Para Knight, los conceptos estéticos no se pueden formar directamente a partir de sensaciones ópticas, ya que estos deben ser interpretados dentro de la mente antes de que puedan ser reconocidos como hermosos. Así, un templo clásico romano es hermoso por las proporciones de sus partes, pero estas proporciones no pueden ser percibidas directamente por los sentidos, que simplemente se encontrarán con una masa de impresiones confusas. 'Belleza' es, pues, un producto de los actos internos mentales.